# Aeropuerto de Saint John
El Aeropuerto de Saint John Airport (del inglés: Saint John Airport) (IATA: YSJ, OACI: CYSJ) es un aeropuerto ubicado a 8 MN (15 km; 9.2 mi) al noreste de Saint John, Nuevo Brunswick, Canadá.
Este puerto es parte del Sistema Nacional de Aeropuertos de Canadá, y es de propiedad de Transport Canada y es operado por Saint John Airport Inc.
Este terminal está clasificado por NAV CANADA como un puerto de entrada y está servido por la Canada Border Services Agency. Los oficiales de la CBSA solo pueden atender aviones de hasta 120 pasajeros. El Aeropuerto de Saint John fue inaugurado oficialmente el 8 de enero de 1952.

## Aerolíneas y destinos

### Pasajeros
| Aerolíneas         | Destinos                                      |
| ------------------ | --------------------------------------------- |
| Air Canada Express | Montreal–Trudeau, Toronto-Pearson             |
| Air Canada Rouge   | Estacional: Montreal–Trudeau, Toronto-Pearson |
| Flair Airlines     | Estacional: Orlando, Toronto–Pearson          |
| Pascan Aviation    | Bathurst, Halifax                             |

### Destinos nacionales
Se brinda servicio a 4 ciudades dentro del país a cargo de 4 aerolíneas.
| Bathurst (ZBF) |   | • |   |   | 1 |
| Halifax (YHZ)  |   | • |   |   | 1 |
| Montreal (YUL) | • |   |   |   | 1 |
| Toronto (YYZ)  | • |   | • |   | 2 |
| Total          | 2 | 2 | 1 | 0 | 4 |

### Destinos internacionales
Se ofrece servicio a 1 destino internacional (estacional), a cargo de 1 aerolínea.
| Ciudades por países                                  | Nombre del aeropuerto               | Aerolíneas                  |              |              |              |
| Norteamérica                                         | Norteamérica                        | Norteamérica                | Norteamérica | Norteamérica | Norteamérica |
| ---------------------------------------------------- | ----------------------------------- | --------------------------- | ------------ | ------------ | ------------ |
| Estados Unidos (1 destino [estacional], 1 aerolínea) |                                     |                             |              |              |              |
| Orlando                                              | Aeropuerto Internacional de Orlando | Flair Airlines (Estacional) |              |              |              |
| Total: 1 destino (estacional), 1 país, 1 aerolínea   |                                     |                             |              |              |              |